# Robert Ker Porter
Robert Ker Porter KCH (1777-1842) fue un artista, autor, diplomático y viajero escocés. Conocido hoy por sus relatos de los viajes en España, Portugal y Rusia, fue uno de los primeros pintores de panoramas de Gran Bretaña. Fue nombrado pintor histórico del Zar Alexander I de Rusia y cónsul británico de Venezuela.

## Biografía

### Primeros años
Porter nació en Durham en 1777, fue uno de los cinco hijos de William Porter, un cirujano de ejército. Sus hermanas eran las escritoras Jane Porter y Anna Maria Porter. Su padre murió en 1779, y al año siguiente su madre le acogió en Edimburgo, donde vivió la mayor parte de su infancia. Porter decidió que quería ser pintor de escenas de batalla, y en 1790 su madre le llevó a ver Benjamin West, quien le enseñó bastante de sus bocetos para conseguir darle la admisión como estudiante de la Royal Academy of Arts. En 1792 recibió una paleta de plata de la Society of Arts por un dibujo titulado La Bruja de Endor. En 1793 le encargaron pintar un retablo para la iglesia de Shoreditch; en 1794 pintó Cristo calmando la tempestad para la capilla católica de Portsea, Portsmouth, y en 1798 San Juan predicando para el St. Juan College, de Cambridge.

### Panoramas y pinturas históricas
En 1800 obtuvo un trabajo como pintor de escenas en el Lyceum Teatro,  en el mismo año causó una gran sensación cuando su panorama The Storming of Seringapatam fue exhibido en el Lyceum, de 37 m de longitud, que ocupaba tres cuartos de círculo y representaba una idealizada batalla de los ingleses en la India. Lo pintó, según su hermana Jane, durante seis semanas. Otros trabajos de éxito en el mismo formato fueron Battle of Lodi (1803), también exhibido en el Lyceum, y Defeat of the French at the Devil 's Bridge, Mont St. Gothard, de Suwarrow en 1804. También realizó varias fotografías en la Royal Academy como la Muerte del Señor Philip Sydney en 1792, La Derrota de King Stephen a la Batalla de Lincoln en 1793, y la Batalla de Northampton en 1796.

### Rusia, España, Cáucaso y Persia
En 1804 fue nombrado pintor histórico del Zar Alexander I de Rusia. En St. Petersburg fue contratado para llevar a cabo algunas vastas pinturas históricas por la Admiralty Hall. Durante su residencia en la ciudad, se ganó el afecto de una princesa rusa, Mary, hija de Prince Theodor von Scherbatoff, pero varias complicaciones relacionadas con su noviazgo le obligaron a abandonar Rusia. Después de todo, viajó a Finlandia y Suecia, y fue nombrado caballero por el rey Gustavus IV en 1806. Seguidamente, visitó varias cortes alemanas, y en 1807 se creó la caballería de St Joachim de Würtemberg.
Mientras, en Suecia conoció el general John Moore, quien lo acompañó en España. Estuvo a por todos los lugares de la expedición militar, estuvo presente en la Batalla de Coruña y en la muerte del general, y pintó muchos de bocetos sobre la campaña. Mientras tanto había aparecido en 1809 uno de sus trabajo, Bocetos de los viajes a Rusia y Suecia durante los años 1805-1808, ilustrado por el autor. Pronto, este trabajo fue seguido por otro, Cartas desde Portugal y España, escritas durante la marcha de las tropas bajo el Señor John Moore. En 1811 volvió a Rusia, y el 7 de febrero de 1812 se casó con su princesa rusa (quien murió de tifus en St. Petersburg en septiembre de 1826). Se afilió al ejército ruso y en círculos diplomáticos, y fue informado sobre los acontecimiento de 1812-13 desde la versión rusa, de los que ofrece un relato en su Narrativa de la Campaña en Rusia durante 1812.
Porter regresó a Inglaterra antes de publicar este libro, y el 2 de april de 1813 noombrat caballero por el rey Jorge IV. Pronto, fue enviado al extranjero de nuevo, y en agosto de 1817 se dirigió a St. Petersburgo, un viaje largo a través de los Cáucaso y Teherán, y entonces hacia el sur vía Isfahán hasta el lugar del antiguo Persepolis, donde hizo dibujos y transcribió un número de inscripciones cuneiformes. Después de una estancia en Shiraz, volvió a Isfahán, va procedido hacia Ecbatana y Bagdad, y entonces, siguiendo la ruta de Catabasis de Jenofonte, hasta Shkodër. Fue la primera persona en localizar el mausoleo de Ciro el Grande a Pasargadae cercano a Shiraz. Porter publicó un relato de su viaje en Viajes a Georgia, Persia, Armenia, Antigua Babilonia, 1817-1820. En Teherán conoció el monarca persa Fath Ali Shah, del que dibujó un retrato, y del que recibió la orden del León y el Sol en 1819.

### Venezuela
Antes de volver a Inglaterra, se fue de nuevo de Rusia y en 1826 fue nombrado cónsul británico en Venezuela, una posición que aguantó durante quince años. Continuó dibujando durante este periodo, incluyendo varias piezas religiosas y un retrato de Simón Bolívar. Sir Robert Ker Poter fue el primer diplomático del Reino Unido en Caracas donde sostuvo una estrecha amistad con el general José Antonio Páez. En el ejercicio de sus funciones diplomáticas se relaciona con la comunidad británica  residente incluyendo el general Gregor MacGregor, el general John D'Evereux, el general Daniel O' Leary, el general Guillermo Smith, el coronel Edward Stopford y el comandante Rupert Hand   militares que particiaron con la Legión Británica en la guerra de independencia hispanoamericana, los  comerciantes Samuel Mocata, John Boulton Townley y Frederick Harris, el cónsul británico en Maracaibo Robert Mackay Sutherland, los banqueros John Alderson, Leandro Miranda y William Ackers, el ingeniero John Hawksha, y el capitán Joseph Malachy director de la Asociación Minera de Bolívar en las minas de cobre de Aroa donde se emplearon a unos 1.200 trabajadores incluidos británicos de Cornualles y venezolanos.
En 1827 se enfrentó con el maestro Joseph Lancaster reformista de la educación pública contratado por Bolívar, al que consideraba un impostor. Se involucró con las penurias de los colonos del Valle de Topo Tacagua, escoceses traídos a la localidad en 1825 por John Diston Powles y sus asociados. En 1832, fue testigo de la venta de las minas de Aroa realizada por las hermanas de Bolívar a  Robert Dent, un inglés propietario de la Asociación Minera de Bolívar. Gracias a la gestión diplomática de Kerr Porter se consagraron  el Cementerio Inglés de Caracas en 1834 y otro similar en Aroa.  Denunció el cierre de las minas de Aroa en 1836 debido a la alta mortalidad entre los trabajadores europeos y las tensiones con los trabajadores nativos.

### Regreso a Europa
Volvió a Inglaterra en 1841. Después de una estancia corta con su hermano en Bristol, fue a visitar a su hija San Petersburgo, que se había casado con un agente del ejército ruso. El 3 de mayo de 1842 escribió a su hermano desde allí que estaba a punto de navegar hacia Inglaterra, pero murió de golpe al día siguiente mientras volvía con su droshky de visitar y despedir el emperador Nicholas I. Fue enterrado en St. Petersburgo, y se levantó un monumento a su memoria en la Catedral de Bristol.

## Influencia de sus panoramas
Robert Ker Porter fue uno de los primeros pintores al iniciar una corriente artística popular y de gran éxito que surgió durante los últimos años del siglo XVIII y principios del XIX, que consistía en realizar cuadros de tamaño enorme, que representaban batallas, coronaciones de reyes o emperadores ... Entre algunos de sus ejemplos: The Storming of Seringapatam (1800), Battle of Lodi (1803) y Defeat of the French at the Devil 's Bridge, Mont St. Gothard (1804). Gracias a este interés de los artistas de superar los límites del encuadre, la pintura empezó a iniciar una evolución de los términos Panorama y Diorama, que más tarde se implantarían en el ámbito fotográfico y cinematográfico. Estas representaciones permitían al espectador tener cierta sensación de historia en la pintura debido a su forma semicircular, que se situaba en medio, rodeado por el panorama, y parecía estar inmerso en el argumento. Estas pinturas son antecedentes en la pantalla del cine de hoy en día.

## Obras
- Porter, Robert Ker (1809). Cartas desde Portugal y España, escritas durante la marcha de las tropas bajo el Señor John Moore. Londres: Hurst, Rees, y Orme.
- Porter, Robert Ker (1809). Bocetos de los viajes a Rusia y Suecia durante los años 1805, 1806, 1807, 1808. Filadelfia: Hopkins y Earle.
- Porter, Robert Ker (1810?). El vestido de los habitantes de Rusia. Londres: J. Edington.
- Porter, Robert Ker (1815). Narrativa de la campaña en Rusia durante el año 1812. Del Señor Robert Ker Porter. Hartford: Andrus Y Starr.
- Porter, Robert Ker (1821-22). Viajes a Georgia, Persia, Armenia, la antigua Babilonia, & c. & C. Durante los años 1817, 1818, 1819, y 1820. Londres: Longman, Hurst, Rees, Orme y Marrón.